# 이드가르 브루누 다 시우바
이드가르 브루누 다 시우바(포르투갈어: Edgar Bruno da Silva, 1987년 1월 3일 ~ )는 브라질의 축구 선수로 현재 대한민국 K리그1의 대구 FC에서 공격수로 활약 중이며 K리그 등록명은 에드가다.

## 클럽 경력
브라질 상파울루주의 상카를루스에서 태어났다. 조인빌리 EC에서 상파울루 FC로 임대를 가 있었던 2006년에 프로 경력을 시작했다. 2007년 에드가는 포르투갈의 SC 베이라마르로 이적했다. 2006-07 시즌을 반 시즌만 뛰면서도 4골을 득점했지만, 팀의 강등을 막지는 못했다. 이 시즌에 그는 CONMEBOL U-20 축구 선수권 대회에 브라질 U-20 축구 국가대표팀에 차출되어서 대회 우승을 경험했다.
2007년 여름 이적시장에서 에드가는 프리메이라리가의 강호 FC 포르투로 이적했다. 하지만 반 년 후에 아카데미카 드 코임브라로 이적했다. 2008-09 시즌 시작 직전인 2008년 7월에는 세르비아의 FK 츠르베나 즈베즈다에 임대되었다. 하지만 이듬해 1월 그는 FC 포르투와의 계약을 해지하고 CR 바스쿠 다 가마와 계약하면서 브라질 무대로 돌아왔다.
2009년 여름, 에드가는 CD 나시오날와 계약하면서 포르투갈 무대로 돌아왔다. 이 시즌에서 에드가는 CS 마리타무와의 더비 경기에서 멀티골을 득점하고, 레이숑이스 SC와의 경기에서 해트트릭을 기록하는 등 총 7골을 득점했다.
2010-2011 시즌을 앞두고 에드가는 비토리아 SC와 계약을 했고, 리그에서 10골을 득점하면서 팀을 UEFA 유로파 리그무대로 이끌었다. 또한 그는 컵 대회인 타사 드 포르투갈에서 7경기 5골을 기록해 팀의 결승 진출을 이끌었다. 하지만 결승전에서 팀은 FC 포르투에게 2-6으로 패배해 준우승에 그치고 말았다.
2012년 7월에 에드가는 UAE 아라비안 걸프 리그의 알샤밥으로 이적했다.
2016년 8월 16일 에드가는 쉬페르리그의 아다나스포르와 2년 계약을 체결했다. 하지만 2017년 1월 팀에서 방출되었다. 이후 3개월간을 무적 신세로 보내다가 2017년 4월에 카타르 스타스 리그의 레퀴야와 계약했다. 하지만 여름 이적시장에서 팀에서 나오게 되었고, 반 년간을 무적 상태로 보낸 이후 2018 시즌을 앞두고 타이 리그1의 부리람 유나이티드 FC와 계약했다. 부리람 유나이티드에서는 팀의 주포로 활약하면서 팀을 타이 리그1 선두와 아시아 챔피언스 리그 16강으로 이끌었다. 2018년 5월 18일 부리람의 홈에서 열린 전북 현대 모터스와의 아시아 챔피언스 리그 16강 1차전에서 멀티골을 기록하면서 팀의 3-2승리를 이끌었다. 하지만 팀은 2차전에서 전북에게 패배하면서 8강 진출에 실패했다.
2018 시즌 여름 이적시장에서 K리그1의 대구 FC로 이적했다. 2018년 7월 8일 FC 서울과의 경기에서 K리그 데뷔전을 치렀고, 이 경기에서 K리그 데뷔골을 기록했다. FA컵 2018 결승 1차전에서 후반 43분 득점을 기록하면서 2-1 역전승을 만들었으며, 2018년 12월 8일 열린 결승 2차전에서도 후반 43분에 3-0을 만드는 결승골을 기록하면서 대구 FC의 사상 첫 우승에 기여했다. 2018 시즌에 리그와 FA컵을 합쳐서 반 시즌 동안 11골 4도움을 기록하면서 대구의 반전을 만든 주인공이 되었다.
2019 시즌을 앞두고 세징야와 함께 대구 FC와 재계약을 했다. 2019년 3월 1일 열린 전북 현대 모터스와의 K리그1 2019개막전에서 세징야가 올린 프리킥을 헤딩으로 연결해 K리그1 2019의 첫 골을 기록했다. 2019년 3월 9일 제주 유나이티드와의 경기에서 후반 31분 골을 기록하면서 대구의 새 구장인 DGB대구은행파크의 첫 득점자가 되었다. 2019년 3월 12일 광저우 헝다 타오바오와의 AFC 챔피언스리그경기에서 멀티골을 기록하면서 서 팀의 첫 아시아챔피언스리그 홈 경기 승을 이뤄냈으며 에드가는 이 경기에서 MOM으로 선정되었다.
2022시즌 K리그 성남 FC와의 K리그 5라운드 경기에서 시즌 첫골을 기록했다. 3월 15일에 열린 부리람 유나이티드와의 2022년 AFC 챔피언스리그 플레이오프 경기에서 아킬레스건 파열 부상을 당하여 시즌 아웃 판정을 받으며 계약 해지로 팀을 떠나게되었다.

## 수상 내역

### 클럽
- 캄페오나투 브라질레이루 세리이 A 우승: 2006
- 프리메이라리가 우승: 2007-08
- 캄페오나투 브라질레이루 세리이 B 우승: 2009
- 걸프 챔피언스 리그 우승: 2015
- FA컵 우승: 2018

### 국가대표
- CONMEBOL U-20 축구 선수권 대회 우승: 2007

## 그 외
2018시즌 후반기 이후, 대구 FC의 돌풍의 핵으로 인정받고 있으며 같은 팀의 브라질 에이스인 세징야와 함께 세드가로 묶이기도 한다.